# Diócesis de Mzuzu
La diócesis de Mzuzu (en latín: Dioecesis Mzuzuen(sis) y en inglés: Roman Catholic Diocese of Mzuzu) es una circunscripción eclesiástica latina de la Iglesia católica en Malaui, sufragánea de la arquidiócesis de Lilongüe. La diócesis tiene al obispo John Alphonsus Ryan como su ordinario desde el 26 de abril de 2016.

## Territorio y organización
La diócesis tiene 21 500 km² y extiende su jurisdicción sobre los fieles católicos de rito latino residentes en los distritos de Likoma, Mzimba, Nkhata Bay y parte del de Rumphi, en la región del Norte.
La sede de la diócesis se encuentra en la ciudad de Mzuzu, en donde se halla la Catedral de San Pedro.
En 2019 en la diócesis existían 18 parroquias agrupadas en 3 decanatos: Septentrional, Central y Meridional.

## Historia
La prefectura apostólica de Nyasa Septentrional fue erigida el 8 de mayo de 1947 con la bula Quo in Nyassaland del papa Pío XII, obteniendo el territorio del vicariato apostólico de Nyasa (hoy arquidiócesis de Lilongüe).
El 17 de enero de 1961, como resultado de la bula Fertilis arbor del papa Juan XXIII, la prefectura apostólica fue elevada a diócesis y tomó su nombre actual. Originalmente era sufragánea de la arquidiócesis de Blantire.
El 21 de julio de 2010 cedió una parte del territorio para la erección de la diócesis de Karonga mediante la bula Quo in Malavio del papa Benedicto XVI.
El 9 de febrero de 2011 pasó a formar parte de la provincia eclesiástica de la arquidiócesis de Lilongüe.

## Estadísticas
De acuerdo al Anuario Pontificio 2020 la diócesis tenía a fines de 2019 un total de 553 190 fieles bautizados.
| Año                                                                             | Población            | Población | Población      | Sacerdotes | Sacerdotes    | Sacerdotes    | Bautizados por sacerdote | Diáconos permanentes | Religiosos | Religiosos | Parroquias |
| Año                                                                             | Bautizados católicos | Total     | % de católicos | Total      | Clero secular | Clero regular | Bautizados por sacerdote | Diáconos permanentes | Varones    | Mujeres    | Parroquias |
| ------------------------------------------------------------------------------- | -------------------- | --------- | -------------- | ---------- | ------------- | ------------- | ------------------------ | -------------------- | ---------- | ---------- | ---------- |
| 1970                                                                            | 43 200               | 635 000   | 6.8            | 55         | 2             | 53            | 785                      |                      | 77         | 146        | 11         |
| 1980                                                                            | 61 500               | 700 000   | 8.8            | 49         | 9             | 40            | 1255                     |                      | 50         | 108        | 11         |
| 1990                                                                            | 85 050               | 747 000   | 11.4           | 52         | 26            | 26            | 1635                     |                      | 36         | 93         | 13         |
| 1999                                                                            | 350 000              | 1 900 000 | 18.4           | 46         | 27            | 19            | 7608                     |                      | 24         | 125        | 14         |
| 2000                                                                            | 360 000              | 2 000     | 18.0           | 46         | 26            | 20            | 7826                     |                      | 27         | 120        | 14         |
| 2001                                                                            | 400 000              | 2 200 000 | 18.2           | 44         | 29            | 15            | 9090                     |                      | 22         | 130        | 14         |
| 2002                                                                            | 450 000              | 2 400 000 | 18.8           | 50         | 37            | 13            | 9000                     |                      | 22         | 130        | 14         |
| 2003                                                                            | 460 000              | 2 600 000 | 17.7           | 47         | 32            | 15            | 9787                     |                      | 24         | 130        | 14         |
| 2004                                                                            | 480 000              | 2 700 000 | 17.8           | 47         | 29            | 18            | 10 212                   |                      | 27         | 131        | 15         |
| 2010                                                                            | 340 000              | 1 520 000 | 22.4           | 42         | 34            | 8             | 8095                     |                      | 4          | 45         | 10         |
| 2013                                                                            | 450 000              | 1 570 000 | 28.7           | 36         | 26            | 10            | 12 500                   |                      | 11         | 70         | 10         |
| 2016                                                                            | 520 000              | 1 747 684 | 29.8           | 46         | 30            | 16            | 11 304                   |                      | 35         | 98         | 11         |
| 2019                                                                            | 553 190              | 1 919 400 | 28.8           | 49         | 32            | 17            | 11 289                   |                      | 21         | 115        | 18         |
| Fuente: Catholic-Hierarchy, que a su vez toma los datos del Anuario Pontificio. |                      |           |                |            |               |               |                          |                      |            |            |            |

## Episcopologio
- Jean-Marcel Saint-Denis, M.Afr. † (13 de junio de 1947-1957 renunció)
- Jean-Louis Jobidon, M.Afr. † (3 de enero de 1958-1 de octubre de 1987 renunció)
  - Sede vacante (1987-1995)
- Joseph Mukasa Zuza † (3 de marzo de 1995-15 de enero de 2015 falleció)
- John Alphonsus Ryan, S.P.S., desde el 26 de abril de 2016